# Tikveš

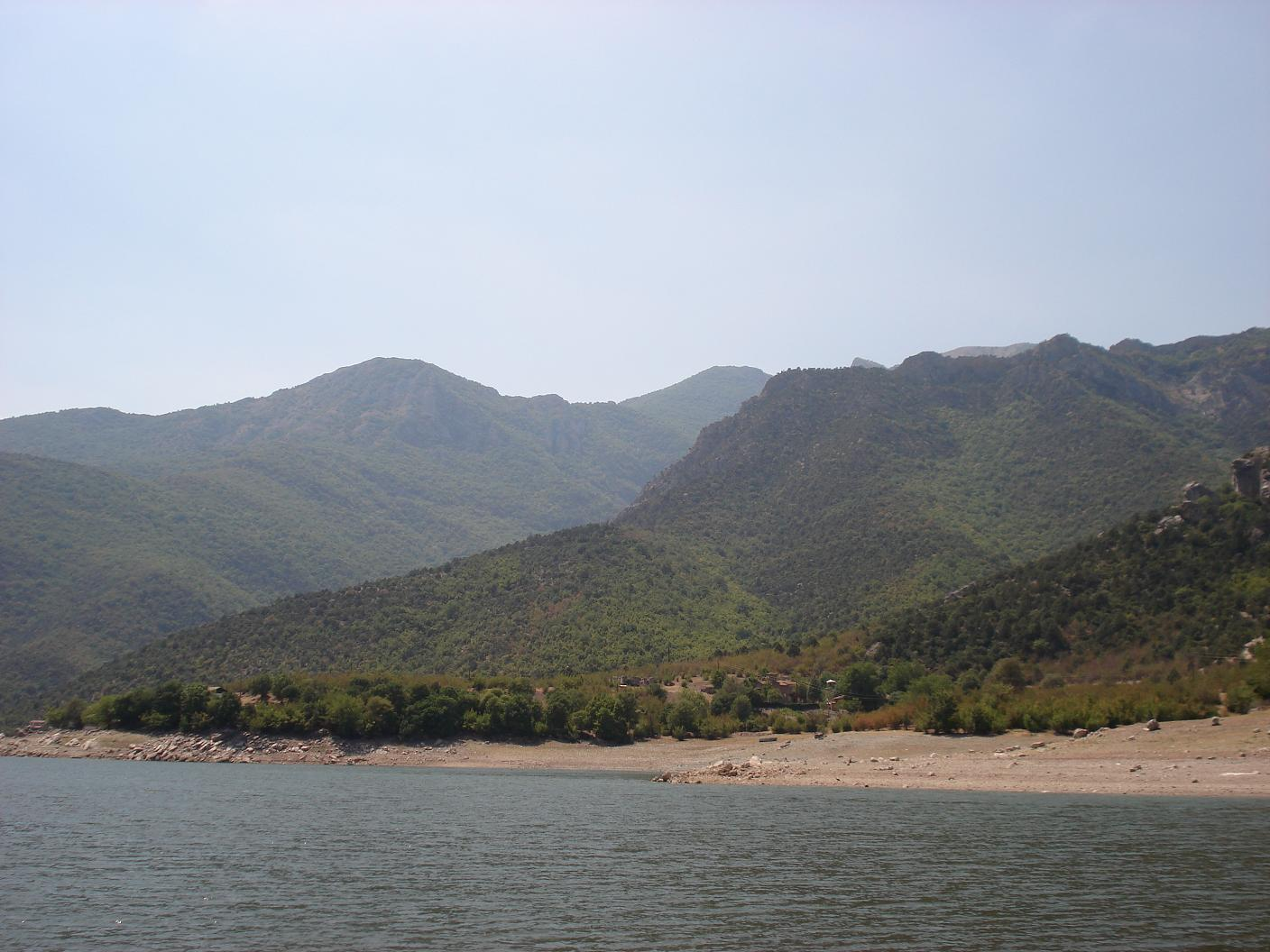
Tikveš-sjön.

Tikveš (makedonska: Тиквеш) är en slätt i Nordmakedonien. Regionen är känd för sin yoghurt och sin vintillverkning.[källa behövs]. I området finns städerna Kavadarci och Negotino.